# 内藤貫俊
内藤 貫俊（ないとう つらとし）は、江戸時代前期の長州藩士。父は内藤就貫。

## 生涯
寛永5年（1660年）、長州藩士・内藤就貫の子として生まれ、天和3年（1684年）に父が死去したため、その跡を継ぐ。
宝永元年（1704年）に45歳で死去し、子の貫冬（虎槌、源左衛門、半右衛門）が跡を継いだ。